# Perry Mason: L'ospite d'onore
Perry Mason: L'ospite d'onore (Perry Mason: The Case of the Telltale Talk Show Host) è un film per la televisione del 1993, diretto dal regista Christian I. Nyby II.

## Trama
La dottoressa Sheila Carlin è una psicologa che lavora alla radio locale. Da circa un mese riceve delle minacce e subisce scherzi atroci (come un pupazzo impiccato in soggiorno) così decide di rivolgersi alla sua amica Della Street la quale fa intervenire Perry Mason. Immediatamente si sospetta di qualcuno alla radio che abbia motivi di rancore nei confronti della donna e l'avvocato inizia a fare domande con discrezione. Nel frattempo il dispotico proprietario della radio decide di cambiare gli orari della messa in onda di quasi tutte le trasmissioni spostandole di sera o di notte. Questo scatena le ire dei cinque conduttori che si trovano a perdere pubblico e non possono andarsene per via dei contratti firmati. La sera stessa i cinque conduttori (eccettuata la Carlin) si trovano in un ristorante per discutere di come liberarsi del proprietario della radio Winslow Keene. La sera dopo Winslow Keene viene ucciso da un sicario. Nella notte arriva una telefonata alla radio per la dottoressa Carlin che sente lo sparo. Convinta che Keene sia stato ucciso in quel momento chiama la polizia, ma dalle prime indagini si scopre che in casa di Sheila Carlin c'è un apparecchio che invia a tempo una telefonata registrata, convincendo così il tenente Brook ad arrestare la dottoressa come colpevole. Iniziate le indagini private di Perry Mason che assume la difesa, appare subito chiaro che l'assassino sia un sicario. Dopo inseguimenti, sequestri, sparatorie, in tribunale Perry Mason scoprirà la verità.